# Joseph de Guirard de Montarnal
Joseph de Guirard de Montarnal, né le 2 avril 1867 à Moulins et mort le 18 mars 1947 à Paris, est un architecte français. Il est l'auteur de nombreuses constructions lors des expositions internationales.

## Biographie
Élève de Léon Ginain et Louis Henri Georges Scellier de Gisors, Joseph de Guirard de Montarnal est architecte diplômé par le gouvernement (DPLG) en 1897,,. Il participe à de multiples expositions internationales, : Glasgow (1901), Hanoï (1902), Saint-Louis (1904), Liège (1905), Milan (1906), Dublin (1907), Londres et Saragosse (1908), Quito (1909), Bruxelles (1910) ou l'Exposition de France à Athènes (1928). Il décède le 18 mars 1947[réf. souhaitée], à Paris, en son domicile sis rue de l'Université. La Levée de corps est faite le 20, à 14 h 15, au 57 boulevard de la Gare (voie 14) et les obsèques sont célébrées le 22 à Mourjou où il est inhumé,.

## Distinctions
- Chevalier de la Légion d'honneur (décret du 11 octobre 1906[4])
- Officier de la Légion d'honneur (décret du 20 juillet 1920[1],[2],[5])
- Croix de guerre 1914–1918[1],[2]
- Officier d'académie